# Leichtathletik-Weltmeisterschaften 2009/Teilnehmer (Panama)
| Gelbes Symbol für Goldmedaillen mit stilisierten Olympischen Ringen | Graues Symbol für Silbermedaillen mit stilisierten Olympischen Ringen | Braundes Symbol für Bronzemedaillen mit stilisierten Olympischen Ringen |
| ------------------------------------------------------------------- | --------------------------------------------------------------------- | ----------------------------------------------------------------------- |
| —                                                                   | 1                                                                     | —                                                                       |

Der Leichtathletik-Verband Panamas stellte zwei Athleten bei den Leichtathletik-Weltmeisterschaften 2009 in Berlin.

## Ergebnisse

### Männer

#### Laufdisziplinen
| Athlet        | Disziplin | Vorlauf | Vorlauf | Viertelfinale | Viertelfinale | Halbfinale | Halbfinale | Finale     | Finale |
| Athlet        | Disziplin | Zeit    | Platz   | Zeit          | Platz         | Zeit       | Platz      | Zeit       | Platz  |
| ------------- | --------- | ------- | ------- | ------------- | ------------- | ---------- | ---------- | ---------- | ------ |
| Alonso Edward | 200 m     | 20,71 s | 9       | 20,33 s       | 2             | 20,22 s    | 3          | 19,81 s AR | Silber |

#### Sprung/Wurf
| Athlet          | Disziplin  | Qualifikation | Qualifikation | Finale     | Finale |
| Athlet          | Disziplin  | Weite/Höhe    | Platz         | Weite/Höhe | Platz  |
| --------------- | ---------- | ------------- | ------------- | ---------- | ------ |
| Irving Saladino | Weitsprung | 8,16 m        | 4             | NMW        | 12     |